# Valea Chioarului
Valea Chioarului là một xã thuộc hạt Maramureș, România. Dân số thời điểm năm 2002 là 2291 người.